# Hans Pelt
Hans Pelt, auch Hans Pelt der Jüngere (* nach 1473 in Braunschweig; † Spätherbst 1530 in Braunschweig) war ein deutscher Kaufmann, Gewandschneider und Ratsherr der Braunschweiger Altstadt.

## Leben
Hans Pelt d. J. wurde als Sohn des Kaufmanns Hans Pelt d. Ä. (†  1496) in Braunschweig geboren. Er ist ab 1504 als Händler und Fernhändler im südniedersächsischen und mitteldeutschen Raum nachweisbar. Pelt war im Wollhandel nach den Niederlanden, insbesondere nach Antwerpen, tätig. Weitere Handelsgüter waren Braunschweiger Bier, Branntwein, Textilien und Edelmetalle. Daneben betrieb er Kreditgeschäfte. Im Weichbild der Altstadt hatte er das Amt des Weinherrn inne und führte von 1508 bis 1529 die Aufsicht über die Weinkeller des Rates und den Weinschank. Er war Mitglied der Krämergilde und wurde in den Jahren 1527/1529 in den Rat der Altstadt gewählt. Im Jahr 1530 wurde er in die angesehene Gewandschneidergilde der Altstadt aufgenommen. Diese wählte ihn am 12. März zum Gildemeister und sandte ihn als Vertreter in den Rat der Altstadt.
Pelt war bereits ab 1521 Anhänger der frühreformatorischen Bewegung in Braunschweig. Er sagte von sich, dass er alle Schriften Martin Luthers, auch die lateinischen, besitze und gelesen habe. Mit dem Reformator Thomas Müntzer, zu dem Pelt ein freundschaftliches Verhältnis pflegte, stand er im Briefwechsel. Entgegen dessen radikalen Ansichten befürwortete Pelt jedoch eine gemäßigte reformatorische Entwicklung, wie sie in Braunschweig ab 1528 insbesondere durch Johannes Bugenhagen umgesetzt wurde. Pelt war 1528 Verordneter des reformatorischen Bürgerausschusses und 1529 Kirchenkastenherr von St. Martini. Er war an der Überwachung der vom Rat der Stadt im März 1530 verabschiedeten reformatorischen Maßnahmen beteiligt.
Hans Pelt starb im Spätherbst 1530 in seiner Heimatstadt.